# James Eadie (Brauer)
James Eadie (getauft 12. Januar 1827–1904) war ein schottischer Bierbrauer, der in Burton on Trent eine gleichnamige Brauerei gründete, die 90 Jahre lang in Betrieb war.
Eadie wurde in Blackford, Perthshire, als eines von 14 Kindern der Eheleute William Eadie und Frau Mary Stewart geboren und am 12. Januar 1827 getauft. Sein Vater hatte Anfang des 19. Jahrhunderts in Blackford eine kleine Brauerei gegründet, die zu einem Posthotel mit Pferdeställen in der Moray Street gehörte. Im Jahr 1842 zog Eadie nach Fazeley in der Grafschaft Staffordshire, wo sein Bruder John (1811–1883) einen Teehandel betrieb. Dort begann er mit der Lieferung von Malz an Brauereien in der Umgebung von Fazeley und dehnte sein Geschäft auch auf Burton on Trent aus. In Burton gründete Eadie im Jahr 1854 eine Brauerei in der Cross Street. Im Jahr 1891 lebte Eadie in Barrow Hall, Barrow-upon-Trent. Er erwarb auch ein Anwesen in Schottland in Glenrinnes, Banffshire. Am 24. Mai 1900 wurde er zum stellvertretenden Deputy Lieutenant von Banffshire ernannt und errichtete 1902 in der Nähe von Favillar, Moray, ein Denkmal zur Erinnerung an die Krönung von König Eduard VII. (King Edward VII).
Eadies Söhne, John Eadie und William Eadie, spielten beide Cricket für Derbyshire.

## James Eadie Brauereiunternehmen
Das Unternehmen James Eadie wuchs seit seiner Gründung im Jahr 1854 stets erfolgreich und wurde bis zu seiner Eintragung im Handelsregister im Jahr 1893 als Privatunternehmen geführt. Nachdem die Brauerei in der Cross Street von Alfred Barnard besucht wurde, benannte sie dieser 1889 in seinem Buch Noted breweries of Great Britain and Ireland, Volume 2. Barnard notierte auch, dass James Eadie von seinem Vater ein Rezept für einen Blended Scotch Whisky geerbt hatte, das er als „eine alte schottische Mixtur“ beschrieb, die jedoch nur an einige wenige Auserwählte weitergegeben wurde. Wie viele andere Burton-Brauereien, geriet auch James Eadies’ Unternehmen zu jener Zeit in finanzielle Schwierigkeiten, was 1896 zu einer Umstrukturierung führte. Das Unternehmen mit seiner Brauerei und mehreren hundert Gaststätten wurde 1933 von Bass Ratcliffe and Gretton übernommen.
Scotch Whisky wird seit 2015 unter dem Namen James Eadie abgefüllt.